# 决战、第3新东京市
《决战、第3新东京市》是GAINAX制作的日本电视动画《新世纪福音战士》的第六集，由庵野秀明和萨川昭夫编剧，石堂宏之执导，于1995年11月8日首次在东京电视台播出。该剧的背景设定在一场名为“第二次冲击”的全球性灾难发生15年之后，主要以一座名为第三新东京市的未来主义要塞都市为舞台。主角是十几岁的少年碇真嗣，他的父亲碇源堂将他招募到NERV组织，并命令其驾驶巨型人型机甲“Evangelion”（俗称：EVA），跟敌人“使徒”战斗。在这一集中，真嗣必须消灭第五使徒Ramiel，后者能够用加速粒子炮摧毁附近的所有敌人。葛城美里制定了一项名为“屋岛作战”的行动计划，以真嗣驾驶EVA初号机使用正电子步枪从远处射击Ramiel。
第六集的制作与第五集《零、心的彼方》同时进行，早于第三集《没有响过的电话》和第四集《雨、逃出去之后》。本集最后一幕中，绫波零对碇真嗣的微笑被制作组和评论家描述为《新世纪福音战士》宏大叙事的终焉。《决战、第3新东京市》于1995年11月8日首次在东京电视台播出，在日本电视台的收视率为7.7%。本集受到了评论界的积极评价，他们赞扬了日本配音演员的出色演绎，主人公碇真嗣与绫波零之间关系的深化，以及剧中“屋岛作战”的现实主义。“屋岛作战”最终也进入了日本流行文化，被其他作品和节目所引用。

## 剧情
未知敌人使徒中的第五个Ramiel来犯，碇真嗣驾驶EVA初号机准备迎战却在刚出击就遭到Ramiel的攻击而损坏。EVA初号机被紧急回收，真嗣也被救出并入院治疗。之后，Ramiel在特务机关NERV总部上方停下并开始在地面钻孔以抵达地下的NERV总部。Ramiel会以粒子炮击毁每一个试图靠近的对象。就在真嗣接受恢复治疗时，NERV少校葛城美里提出了一个名为“屋岛作战”（ヤシマ作戦）的计划，以正电子步枪从Ramiel的攻击范围之外进行射击，以此击败Ramiel。然而在这个计划中，正电子步枪必须接收大量的电能，为此需要全日本的电力供应。
当射击倒数开始时，Ramiel开始蓄力并攻击EVA，与此同时EVA初号机也开枪射击，导致两道光束相撞而双双失准。在EVA初号机蓄力准备第二次射击前，Ramiel已经完成蓄力并再次对初号机发动攻击。此时，绫波零驾驶EVA零号机持盾牌挡在初号机身前承受住了Ramiel的攻击，但是盾牌和零号机在这个过程中都受到了严重的伤害。利用这一机会，真嗣开了第二枪射穿了Ramiel并使其停止钻孔。真嗣驾驶初号机救出零号机的插入栓并打开舱门看到绫波零安然无恙。真嗣哭了，而绫波零说她不知道在这种时候该有什么感觉。真嗣建议她微笑，随后绫波对真嗣报以微笑。

## 制作

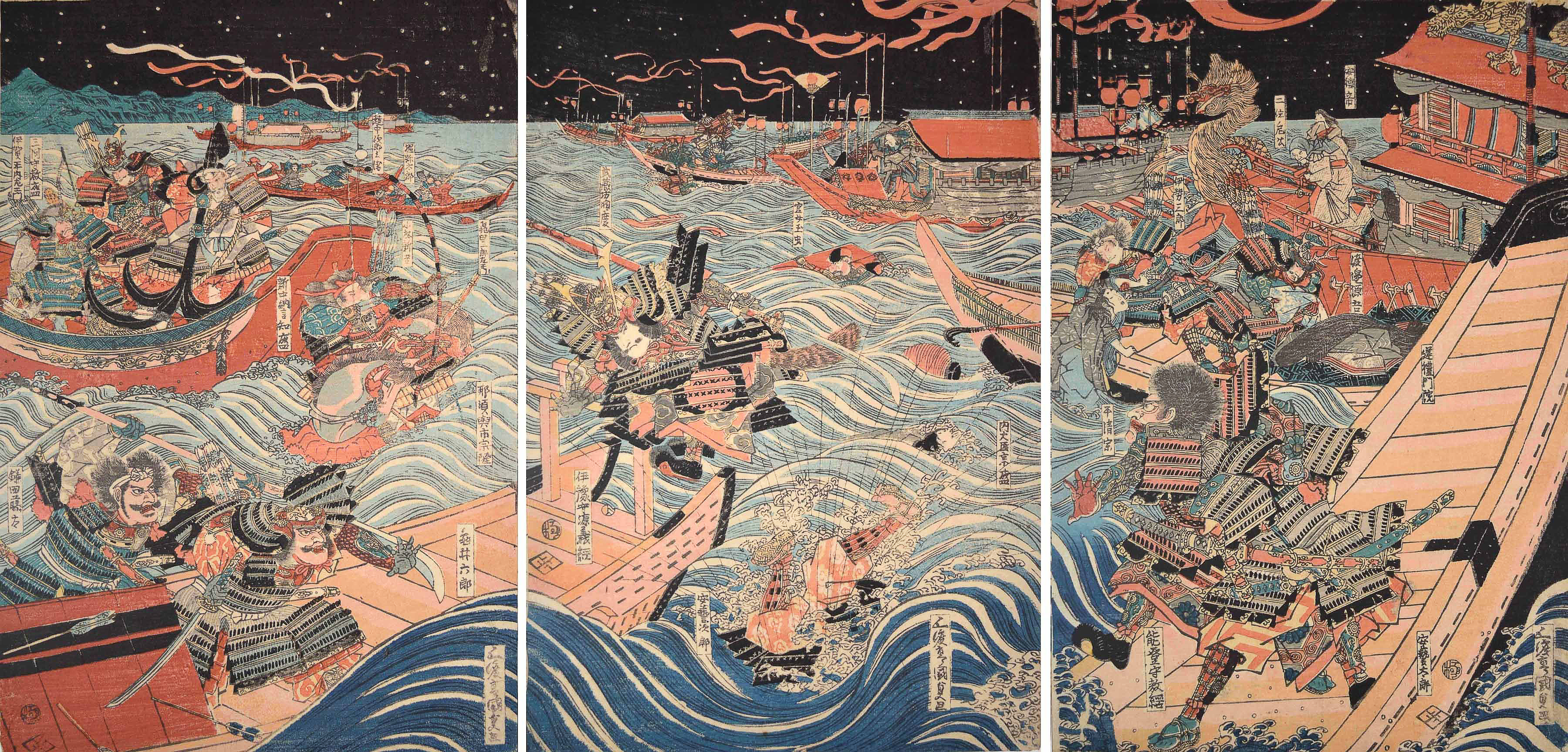
“屋岛作战”是以日本历史上的屋岛之战命名的

1993年，制作方GAINAX发布了一份名为《企划书》的新世纪福音战士介绍文件。在《企划书》中，第六集的基本情节已然完成，日文片名《决战、第3新东京市》也已经确定。“EVA的复仇”段落也计划发生在这一部分。本剧的总导演庵野秀明与薩川昭夫一同编写了本集剧本，而摩砂雪则负责绘制分镜。石堂宏之担任本集导演，细井信宏担任作画监督，梦野REI任助理角色设计师。
本剧第一集《使徒来袭》历时半年才完成，总导演庵野觉得自己自己的思路被卡住了，因此在第三集和第四集之前就写好了《零、心的彼方》和《决战、第3新东京市》。出于制作原因，录音后配音也遵循同样的顺序。在创作绫波零这个角色的时候，导演庵野秀明遇到了一些困难，感觉不到自己“特别感兴趣”或者与这个角色有关联，但是他认为绫波零这个角色就是他潜意识的代表，并且用“你不会死，我会保护你”这句台词来塑造了这个角色。在这一集的结尾，庵野秀明还插入了绫波零对碇真嗣微笑的场景，但后来他对此感到后悔，因为真嗣和绫波在这一集中成功地彼此沟通并建立了情感联系。据庵野的说明，是绫波零的性格特征最终得出了微笑的结局。
本集是剧中首次同时登场两台EVA，为此制作组特意使用较少的动作来表现。其中EVA零号机仅是操作使用一面盾牌，而初号机在射击Ramiel时保持一动也不动以节省动画资源。在第一集和第二集中登场的使徒Sachiel有着一个类人的外形，而因为制作组没有足够的经费和资源再创作一个类人型的敌人角色，于是Ramiel被设计成抽象几何的外形。此外，根据该剧副导演鹤卷和哉的说法，“分镜之后的一切都是另一家公司订购的”，而制作公司GAINAX对此没有控制权。
在《决战、第3新东京市》中，字幕被用来营造一种纪录片的感觉，这是庵野秀明以前在《飞越巅峰》中使用过的一种技术。本集中还在“屋岛作战”筹备期间描绘部分现实中真实存在的地区，比如二子山、宇部市以及三鷹市，分别是现实中庵野秀明的出生地以及GAINAX的总部所在地。在作战行动期间，画面上展示了一幅与现实世界不太相同的日本地图。因动画设定中自第二次冲击后，新世纪福音战士世界观下的海平面被提高，较小的岛屿很难在地图上描绘出来，而本州、北海道、四国和九州等日本主要岛屿的海岸线因此有着与现实世界不同的形状。绫波零的日语配音演员林原惠在本集中为未具名的女报时员配音，岩永哲哉和关智一也同时为NERV操作员配音，而宫村优子则为片中一个女性播音员配音。本集片尾曲使用了林原惠演唱的《Fly Me to the Moon》的一个版本。

## 文化参考
据《新世纪福音战士》日本家庭录像版编辑小黑祐一郎表示，日文版标题《决战、第3新东京市》可能是对标特摄剧《歸來的超人力霸王》第六集《决战！怪兽对MAT》（決戦！　怪獣対マット）。与本集剧情类似，在《决战！怪兽对MAT》这一集中也出现了一次大规模的作战行动。小黑进一步指出类似于庵野秀明以前的作品《飛越巔峰》以及《冒險少女娜汀亞》，在《决战、第3新东京市》这一集中也出现了交易行情纸带。小黑将交易行情纸带的使用与日本电影导演冈本喜八的作品进行了比较。评论家们还猜测，使徒Ramiel的设计受到了日本动画《未來警察浦島人》以及电影《2001太空漫遊》的影响。
“屋岛作战”的名称源于1185年源平战争期间的屋岛之战。根据传说在此战中，源义经旗下的武士那须与一骑着马射出一支箭穿过水面，击中了敌人小船上的红扇子，最终结束了这场有利于源氏的战斗。在《决战、第3新东京市》这一集中，使徒Ramiel也是被一发来自芦之湖对面二子山发出的精准射击击中。“屋岛”的发音“ヤシマ”也可以被写作“八岛”，意思是“八岛国”，这也是日本古时的一个称谓。这也暗合剧中正电子步枪的能源取自整个日本列岛的做法。这一命名是该剧导演庵野秀明特别要求的结果，他要求在制作过程中加入一些与“ヤシマ”这一词相关的内容。
在《决战、第3新东京市》这一集中也引入了一些科学概念，例如在屋岛作战中，EVA初号机所使用的正电子步枪由正电子加速得到能量从而产生一束明亮的光子束。由三台控制着NERV和整个第三新东京市的超级生物计算机所组成的MAGI系统也在本集中首次被提及。MAGI系统类似于一个人工智能概念的民主理性制度，其名字来源于《圣经》中提到的来自东方的三博士。依据《马太福音》，这三位圣贤的名字分别是墨尔基、巴尔大撒和加斯帕。根据新世纪福音战士官方电影书籍，就像它的名字来源于三个占星家一样，超级计算机系统由三台独立的计算器组成，用来解决任何类型的问题，它们相互协商并以多数票作出决定。

## 主题
《新世纪福音战士》副导演之一的鹤卷和哉指出，在第一集中就可以看到碇真嗣与绫波零之间“遥远、尴尬的沟通”，并将本剧描述为一个关于沟通的故事。在第五集《零、心的彼方》和第六集《决战、第3新东京市》中，绫波零最初对碇真嗣依然是十分冷淡，后者试图与她进行沟通但都被拒绝了。而在第六集的结尾，当碇真嗣以类似他的父亲碇源堂一样的方式就起绫波零。此时在绫波零眼前浮现的是真嗣与其父重叠的面容。面对大哭起来的真嗣，绫波零表示不知道该以怎样的表情来面对，之后又接受了真嗣关于微笑的建议，但并不清楚她是否能够理解真嗣的真实感受。作家达尼·卡瓦拉罗（Dani Cavallaro）将其描述为“一种暧昧的蒙娜丽莎式微笑”。对于评论家钓部学来说，这部剧在这个微笑的场景中达到了高潮，“作为一个‘男孩的成长和独立’的故事，就像一部成长小说一样，曾经在那里结束过。作为一个故事，《新世纪福音战士》已经完结了”。本剧副导演摩砂雪也给出了类似的解释。
作家丹尼斯·雷德蒙（Dennis Redmond）指出，在“屋岛作战”开始前，绫波零的形象剪影与满月的特写形成了鲜明的对比。作家矢野由美子（Yumiko Yano）指出，月亮是一个与被动性和女性气质相关的天体。她观察到了绫波零身上一种难以企及的光环，并将其与圣母玛利亚相提并论。矢野还将绫波零的身形与世纪末艺术中描绘的脆弱而贞洁的女性联系在一起，这在象征主义画家的作品中尤为流行。对于丹尼斯·雷蒙德来说，《决战、第3新东京市》通过卫星从外太空拍摄的日本，展示了日本的国家电网，将新世纪福音战士的世界和自然景观与战后真实的日本进行了比较。对于评论家Akio Nagatomi来说，绫波零在这一集中的态度也反映了日本传统社会的一个特点——牺牲者情结。在这种情结中，一个人将不惜一切代价完成既定任务，而不考虑个人后果。

## 评价
《决战、第3新东京市》于1995年11月8日首播，在日本电视台的收视率为7.7%，是当时的最高纪录。据佐藤纯一介绍，在该集播出后，《新世纪福音战士》和绫波零在日本爱好者制作漫画市场上有着很高的销量，这种漫画被称为同人志。1996年，该集在杂志《Animage》的“最佳动画剧集”排行榜上名列第四。1996年2月，《Animedia》杂志将“绫波零的微笑”场景列为当月最令人难忘的动画片段之一。朝日电视台后来公布了动画史上最重要场景的排名，“绫波零第一次对真嗣微笑”的场景排到了第14位。绫波零的微笑同样也出现在另一个广播公司的排名中，获得第45名。
《决战、第3新东京市》收到了大多数评论者们正面的评价。动漫杂志《Newtype》称赞本集中绫波零在与使徒Ramiel的战斗前迎接真嗣的场景“令人印象深刻”。The Artifice的贾斯汀·吴（Justin Wu）也赞扬了绫波零微笑的场景，称之为“强大的”和“标志性的时刻”，因为这是“她第一次刻意表达自己的情感，也是整个整部剧中为数不多的几次之一”。Merumo形容这一场景是一个“感人”的时刻。作家丹尼斯·雷德蒙（Dennis Redmond）认为，绫波零的微笑是本剧中许多“非凡时刻”之一，在这些时刻，战斗“巧妙地美化、而不是压倒角色互动中最微妙的部分”。达尼·卡瓦拉罗同样赞扬了导演庵野秀明对“微妙的人物互动”的前景化倾向：“因此，行动元素毫无疑问地丰富了事件的情感意义，但从未威胁到窒息”。Ramiel在爱好者群体中十分受欢迎，被认为是新世纪福音战士剧集中最强大的敌人之一。2020年7月，漫画书资源网在IMDb上公布了本集的评级为8.3/10，在《新世纪福音战士》各剧集中排名第九。
漫画书资源网的迪文·米南（Devin Meenan）称赞绫波零的微笑场景是新世纪福音战士中“最感人的时刻之一”。Film School Rejects的马克斯·科维尔（Max Covill）也将本集形容为“该剧中最激动人心的剧集之一”，同时也因画面使用了负面空间和硬线条而赞扬了描绘葛城美里、碇真嗣和绫波零的剪影的镜头。Animé Café的Akio Nagatomi称赞《零、心的彼方》和《决战、第3新东京市》之间的相似之处是“有趣的”。他更称赞配音演员绪方惠美（饰演碇真嗣）和三石琴乃（饰演葛城美里）的表演，以及绫波零对碇真嗣的反应：“尽管结果完全可以预测，但写得相当不错”。漫画书资源网以及Screen Rant将与Ramiel交战称为《新世纪福音战士》全剧中最好的桥段之一。SyFy Wire的丹尼尔·多克里（Daniel Dockery）将“屋岛行动”列为该剧中“最棒的非压抑时刻”之一。日本动画师小黑祐一郎将片中全日本的灯光熄灭了，日本列岛变得完全黑暗这一段比作科幻浪漫的感觉。而网站25 Years Later的约翰·伯纳迪（John Bernardy）则称赞了全日本所有灯光都熄灭来为初号机所使用的正电子步枪提供动力的场景，以及“钢琴琶音中的简单忧郁”。丹尼斯·雷德蒙称赞第三新东京市的黑色剪影镜头十分“壮观”，并且在碇真嗣与绫波零的谈话中展示了非常“精彩的画面序列”。Multiversity Comics的马修·加西亚（Matthew Garcia）则积极评价了在“屋岛作战”中使用传统动画的做法。对于Kotaku的编辑彼得·蒂耶拉斯（Peter Tieryas）来说，这一集“集中体现了这部剧如此迷人的原因”，他还赞扬了战斗场面中的战术元素及其现实主义。

### 影响
以本集以及其他相关内容为题材的角色扮演游戏《新世纪福音战士RPG 决战、第3新东京市》在1996年发售。本集中的“屋岛作战”后来也被用在2007年在日本上映的电影《福音战士新剧场版：序》以及2009年4月发布的弹珠游戏机《CR新世纪福音战士：最后的使徒》中。本集引发了一系列官方T恤设计灵感。此外还有一系列其他官方商品，包括铁路模型、服装、钥匙链、可动人偶、手拭、笔记本、雕塑、食物和手表。
2011年日本东北地方太平洋近海地震发生后，东京电力公司邀请日本民众节约用电，并在推特上发起了一场名为“屋岛行动”（Yashima Sakusen）的非正式运动。推特标签#yashimasakusen110312得到疯狂转发，而#84MA（发音为Yashima）在两天内就达到了大约50000条推文。根据《动漫百科全书》的说法，本剧在当时可能正处于21世纪流行趋势的至高点，在日本获得了广泛的受众。编辑乔纳森·克莱门茨（Jonathan Clements）和海伦·麦卡锡（Helen McCarthy）指出，在现实中“屋岛作战”已经成为了大众媒体的一份子。2019年，台风法茜袭击了关东地区后，“屋岛作战”还启发了一款名为“Nerv”的灾难应用程序。2020年，在箱根宣布了一场关于屋岛作战的活动，并发布了一系列系列商品。这里也是本剧中虚构的第三新东京市的所在地。此次活动分为两天（3月28日和5月23日），原计划歌手高桥洋子现场演唱本剧主题曲《残酷天使的行动纲领》，但由于新冠肺炎疫情而延期。2021年，时任东京都知事小池百合子要求该市在晚上8点后关灯，以阻止人们夜间外出并对抗新型冠状病毒疫情。媒体将她的要求与“屋岛作战”联系起来，引发了一波推特热搜趋势。
网站“最终幻想之梦”将《最终幻想VII》中出现的武器比作真嗣在屋岛作战中使用的正电子步枪。在《交响诗篇》中，男主角伦顿·瑟斯顿想让女主角尤里卡微笑；作家达尼·卡瓦拉罗（Dani Cavallaro）认为，他的愿望让人想起了《决战、第3新东京市》中绫波零的微笑。英国乐队Fightstar发表了一首名为《Shinji Ikari》的歌曲，其中有句歌词为“I grow old after one shot（打一炮后我就成长了）”，日本网站Anibu将其描述可能参考了《决战、第3新东京市》。日本职业棒球队阪神虎队在“屋岛行动”这一段播出后的比赛中使用了OST《决战》，这一选择引起了日本媒体的关注。日本电视连续剧《离婚活动》的第三集也使用了同样的OST。在物语系列中的一集中也模仿了绫波零的台词“你不会死的，因为我会保护你”。

## 脚注
- 本条目部分摘自EVA百科中的《新世纪福音战士》第六集 （页面存档备份，存于），发布知识共享为署名-相似共享3.0(未移植)(CC-BY-SA 3.0)（页面存档备份，存于互联网档案馆）。